# Benno Kühn

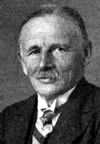
Benno Kühn, 1930er Jahre

Ernst Benno Kühn (* 15. November 1865 in Lübben (Spreewald); † 27. Januar 1949 in Bad Sachsa) war ein deutscher Geologe und Hochschullehrer. Er gilt als Wegbereiter der Geophysik in der staatlichen Geologie Preußens.

## Leben
Benno Kühn, Sohn des Königlichen Rentmeisters Johann Friedrich August Kühn, wuchs zunächst in Lübben auf. Nachdem sein Vater nach Luckau in der Niederlausitz übergesiedelt war, besuchte er das dortige Gymnasium, das er 1884 mit dem Abitur verließ, um sich dem Studium der Philosophie und Naturwissenschaften, besonders der Geologie und Mineralogie zu widmen. Zu diesem Zweck bezog er zunächst die Universität Leipzig, wo er bis 1885 blieb, und ging dann nach Tübingen und 1886 nach Berlin. In Tübingen schloss er sich der Studentenverbindung Landsmannschaft Schottland an.
Nach Abschluss seines Studiums wurde er 1890 Assistent am mineralogischen Institut der Universität Berlin und hier im gleichen Jahr zum Dr. phil. promoviert. Von 1891 bis 1892 genügte Kühn seiner militärischen Dienstpflicht bei den Lübbener Jägern. Im Jahr 1893 wurde er dann Hilfsgeologe bei der Königlich Preußischen Geologischen Landesanstalt und Bergakademie unter Wilhelm Hauchecorne. 1901 wurde er zum Bezirksgeologen und bereits im darauf folgenden Jahr zum Landesgeologen ernannt.
Kühn erhielt 1904 einen Lehrauftrag für Petrografie an der Bergakademie, den er auch noch nach der Trennung dieser von der Geologischen Landesanstalt und ihrer Überführung als Bergbauabteilung an die Technische Hochschule Charlottenburg beibehielt und in dessen Wahrnehmung ihm 1906 der Titel als Professor verliehen wurde. 1916 ist er als Letzter der Geologen an der Geologischen Landesanstalt mit dem Titel Geheimer Bergrat ausgezeichnet worden. Als im Jahr 1919 die Anwendung geophysikalischer Untersuchungsmethoden zur Erforschung des Gebirgsaufbaus in den Arbeitsbereich der Geologischen Landesanstalt einbezogen wurde, wurde Kühn mit der Organisation dieser Arbeiten beauftragt und nach Errichtung einer eigenen geophysikalischen Abteilung 1926 zu ihrem Leiter als Abteilungsdirektor bestellt. Die TH Berlin berief Kühn 1927 zum Honorarprofessor an der Fakultät für Stoffwirtschaft. 1933 trat Kühn in den Ruhestand, den er zunächst in Berlin-Dahlem und später in Bad Sachsa verbrachte.

## Kartierungen
Seine dienstliche Tätigkeit als kartierender Geologe begann Kühn in der Provinz Posen, wo er bis zum Jahr 1897 tätig gewesen ist. Während der Jahre 1898–1900 war er danach mit der geologischen Aufnahme der Messtischblätter Karthaus und Zuckau in der weiteren Umgebung von Danzig beschäftigt. 1900 ging er dann in das Gebiet Sachsen-Altenburgs über, wo er in diesem und den beiden folgenden Jahren an den Blättern Altenburg, Windischleuba und Meuselwitz tätig war. Einen Teil des Jahres 1903 verbrachte er mit Aufnahmearbeiten auf dem Blatt Tann in der Rhön, kehrte aber 1904 in das Gebiet der Provinz Sachsen zurück, wo er auf dem Blatt Zeitz und vorübergehend auf dem Blatt Landsberg kartierte.